# Sillery (Québec)
Sillery [silʁi] est un des 35 quartiers de la ville de Québec, et un des sept qui sont situés dans l'arrondissement Sainte-Foy–Sillery–Cap-Rouge. 
De 1856 à 2001, Sillery était une municipalité. Elle fut connue sous le nom de Saint-Colomb de Sillery de 1856 à 1947 ainsi que Sillery par la suite. Verdoyant et non loin du centre-ville, le quartier est reconnu pour abriter un des secteurs résidentiels les plus huppés de Québec bien qu'il comprenne à certains endroits des logements plus modestes.

## Portrait du quartier
Sillery est situé en bordure du fleuve Saint-Laurent et comprend une étroite bande de terrain au pied de la falaise de la colline de Québec, ainsi qu'une portion bien plus importante en haut de celle-ci. Le territoire du quartier est légèrement différent de celui de l'ancienne ville de Sillery, intégrée dans Québec depuis le 1er janvier 2002 (en plus de ses anciennes limites, il englobe des portions des quartiers Saint-Yves et Saint-Louis-de-France de l'ancienne ville de Sainte-Foy). Veuillez noter qu'une portion de l'ancienne ville de Sillery couvrait le sud de l'actuel campus de l'Université Laval. Ce secteur fait aujourd'hui partie du quartier Cité-Universitaire.
La physionomie du quartier est aussi caractérisée par d'immenses terrains situés entre le chemin Saint-Louis et la falaise. 
Le boulevard René-Lévesque Ouest (anciennement appelé Saint-Cyrille), sépare Sillery du quartier Saint-Sacrement, et borde le cimetière Saint-Michel-de-Sillery où est enterré l'ancien premier ministre René Lévesque.

## Toponyme
Le quartier ainsi que l'ancienne ville sont nommés en l'honneur de Noël Brûlart de Sillery, chevalier de Malte, diplomate, prêtre français et commandeur de Troyes, ayant vécu entre 1557 et 1640. Il s'intéressa aux « Relations des Jésuites en Nouvelle-France » et après avoir donné 40 000 livres, une mission jésuite s’établit dans l'anse Saint-Joseph, à l'emplacement de l'actuelle maison des Jésuites de Sillery.
Auparavant, le cap en face de l’église de Saint-Michel de Sillery portait le nom de Kamiskoua-Ouangachit (en français « Pointe-aux-Anguilles ») .

## Histoire

### Seigneurie de Sillery

Blason de la ville de Sillery

De 1856 au 1er janvier 2002, Sillery était une ville de la banlieue de Québec. La première concession à l’origine du domaine de la seigneurie de Sillery consiste en 130 arpents allant du fleuve jusqu’au chemin Saint-Ignace, sur laquelle les Jésuites établissent leur mission dès 1637. La mission est fondée grâce au soutien de Noël Brûlart de Sillery qui donnera son nom à la ville. En 1640, les Augustines fondent le premier hôpital du Canada dans l'anse voisine de la mission. En 1651, les terres de Sillery sont érigées en fief et seigneurie. D’une profondeur d’une lieue et demie, la seigneurie de Sillery rejoint celle de Gaudarville, à une lieue en amont sur le fleuve. 
La première villa, appelée Samos du nom du titre in partibus de son propriétaire, est construite en 1732 par l'évêque coadjuteur et futur évêque en titre Pierre-Herman Dosquet. Acquise, agrandie et renommée par plusieurs occupants, la villa est détruite dans un incendie en 1867 et devient propriété en 1877 des pères rédemptoristes qui en feront le cimetière Saint-Patrick. Le domaine Cataraqui est construit à partir de 1850 par Edward Stavely pour le marchand Henry Burstall.

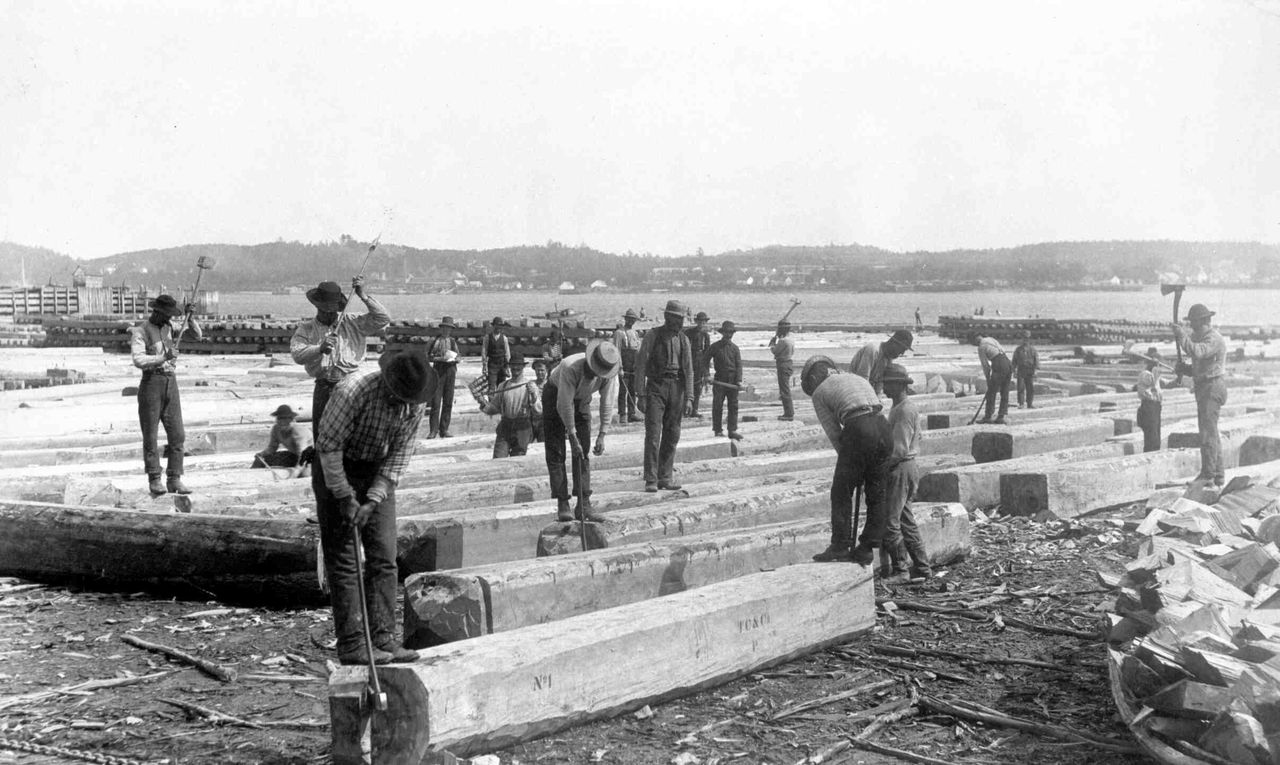
Équarrisseurs de bois au travail sur les berges de l'anse de Sillery, vers 1900

### XXeetXXIesiècles
Au XIXe siècle, Sillery a grandement contribué au développement économique de la région, entre autres par l'Anse au Foulon où l'on pratiquait le commerce du bois et la construction de navires. En 1860, quatre petits bourgs ouvriers côtoient de grandes propriétés accessibles par le chemin Cap-Rouge, devenu chemin Saint-Louis en 1929, et habités par les entrepreneurs de l'industrie forestière. Plusieurs de ces propriétés passeront aux mains de communautés religieuses. Dans les années 1930, l'architecte Robert Blatter construit dans Sillery les premières résidences de style international, dont la maison Kerhulu sur le chemin Saint-Louis, au Québec.

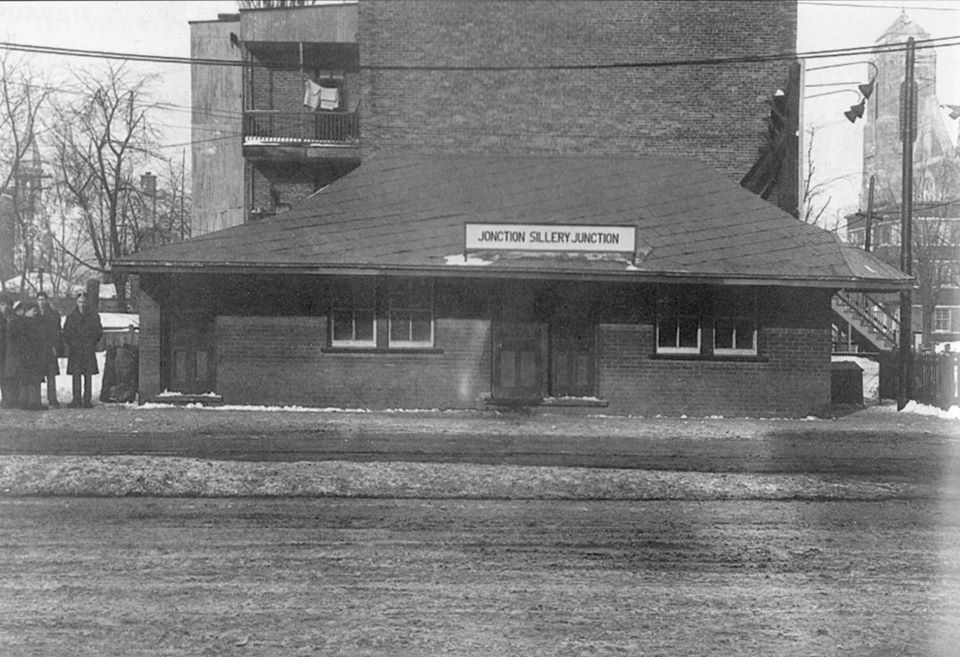
La Jonction Sillery en 1946. Au coin du boulevard Saint-Cyrille ouest et de l'avenue des Érables, à Québec. Construite en 1912, la Jonction Sillery sert de salle d'attente pour les usagers du tramway de Sillery et de Saint-Sacrement. L'édifice d'abord en bois puis en brique est démoli en 1950 pour faire place à une construction neuve de trois étages. Aujourd'hui 310, boulevard René-Lévesque Ouest, Québec.

Au début des années 1960, quelques domaines sont lotis pour permettre la construction de maisons. De même, la construction du boulevard Champlain entraînera la destruction de plusieurs anciennes maisons des bourgs ouvriers installés le long du fleuve.
Le quartier a été habité par de nombreux lieutenants-gouverneurs, premiers ministres et ministres de la province. 
Le père Barthelemy Vimont affirme qu'il y eut une première « réserve indienne » à Sillery. Il en glisse quelques mots dans les œuvres complète de Louis-Armand de Lom d'Arce, mieux connu sous le nom de Lahontan.

« La bourgade de sainct Ioseph, dite Sillery, distante  de Quebec de deux petites lieuës, est composée d'environ 35. ou 40. familles de Sauuages Chrestiens qui s'y sont arrestez, et y demeurent toute l'année, excepté les temps de leur chasse. [...]. Ces familles arrestées sont composées de deux sortes de personnes : les vns Montaignets, les autres Algonquins. »

— Père Barthelemy Vimont, Lahontan, Œuvres complètes, p.277, note 93.
Le territoire de Sillery est érigé en paroisse civile le 8 février 1856 sous l’appellation de Paroisse de Saint-Colomb-de-Sillery. Cette paroisse est fondée de la scission avec les Paroisses St. Foye (Sainte-Foy) et de Québec. Le 10 mai 1947, une modification du statut et du toponyme est effectuée. Elle devient la Cité de Sillery. Le 31 mai 1980, le statut de la cité est modifié pour celui de Ville de Sillery.

### Liste des maires de Saint-Colomb-de-Sillery et de Sillery
- 1866-1870 : John Roche
- 1870-1876 : John Sharples sénior
- 1876-1878 : Charles Timmony
- 1878-1880 : James McInenty
- 1881-1884 : John Sharples junior
- 1884-1901 : James Timmony
- 1901-1913 : John Sharples junior (deuxième mandat)
- 1913-1919 : Jean-Baptiste Gauthier de Varennes
- 1919-1933 : Jos-Arthur Gauthier
- 1933-1937 : Louis-Philippe Ouellet
- 1937-1941 : Edward E. Donovan
- 1941-1949 : Roméo Paquet
- 1949-1961 : Gérard Guay
- 1961-1974 : Jules Beaulieu
- 1974-1985 : Charles H. Blais
- 1985-1994 : Margaret F. Delisle
- 1994-2001 : Paul Shoiry

#### Hommages toponymiques
- L'avenue des Maires-Gauthier a été nommée en l'honneur des maires Jean-Baptiste Gauthier de Varennes et Jos-Arthur Gauthier, en 1984, dans la ville de Sillery, maintenant présente dans la ville de Québec.
- La rue du Maire-McInenly a été nommée en l'honneur de ce maire, en 1984, dans la ville de Sillery, maintenant présente dans la ville de Québec.
- La rue du Maire-Roche a été nommée en l'honneur de ce maire, en 1984, dans la ville de Sillery, maintenant présente dans la ville de Québec.
- La rue des Maires-Sharples a été nommée en l'honneur des maires Sharples Sénior et Junior, en 1950, dans la ville de Sillery, maintenant présente dans la ville de Québec.
- La rue des Maires-Timmony a été nommée en l'honneur des maires Timmony, Charles et James, vers 1940, dans la ville de Sillery, maintenant présente dans la ville de Québec.
- L'avenue du Maire-Beaulieu a été nommée en l'honneur du maire Beaulieu en 1984 dans l'ancienne ville de Sillery, maintenant présente dans la ville de Québec.
- La rue du Maire-Blais a été nommée en l'honneur du maire Blais en 1985 dans l'ancienne ville de Sillery, maintenant présente dans la ville de Québec. La bibliothèque Charles-H. Blais a été nommée en son honneur

### Artères principales
- Grande Allée Ouest et boulevard Laurier (route 175)
- Chemin Saint-Louis
- Boulevard René-Lévesque Ouest
- Boulevard Champlain et promenade Samuel-De Champlain (route 136)
- Avenue Maguire et côte de Sillery

### Parcs, espaces verts et loisirs

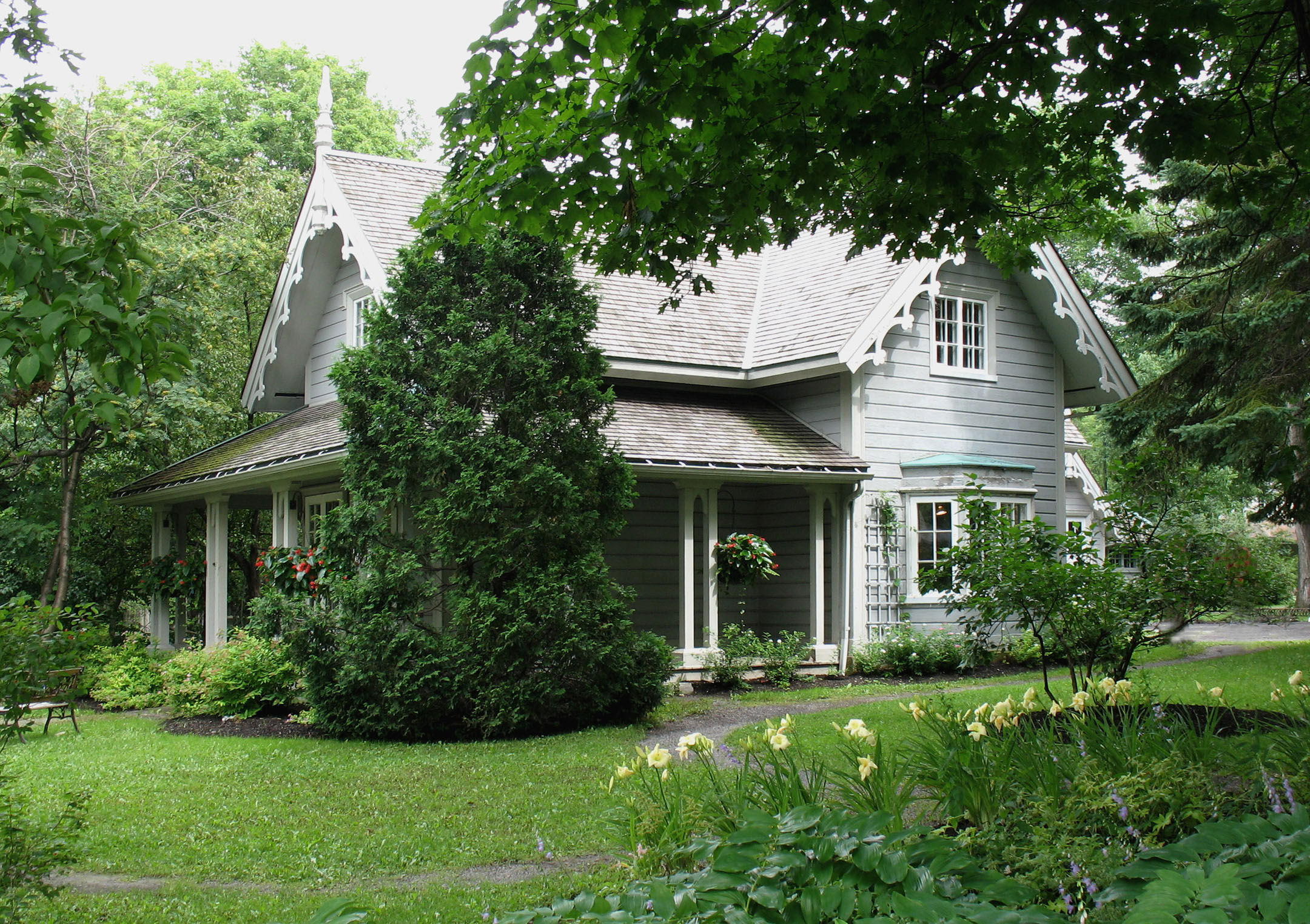
Villa Bagatelle

- Domaine Cataraqui
- Parc du Bois-de-Coulonge
- Villa Bagatelle
- Promenade Samuel-De Champlain
- Yacht-Club de Québec
- Parc Ross[8]
- Parc des Voiliers
- Parc de la Falaise
- Centre communautaire Noël-Brûlart[9]

### Musées, théâtres et lieux d'expositions
- Villa Bagatelle

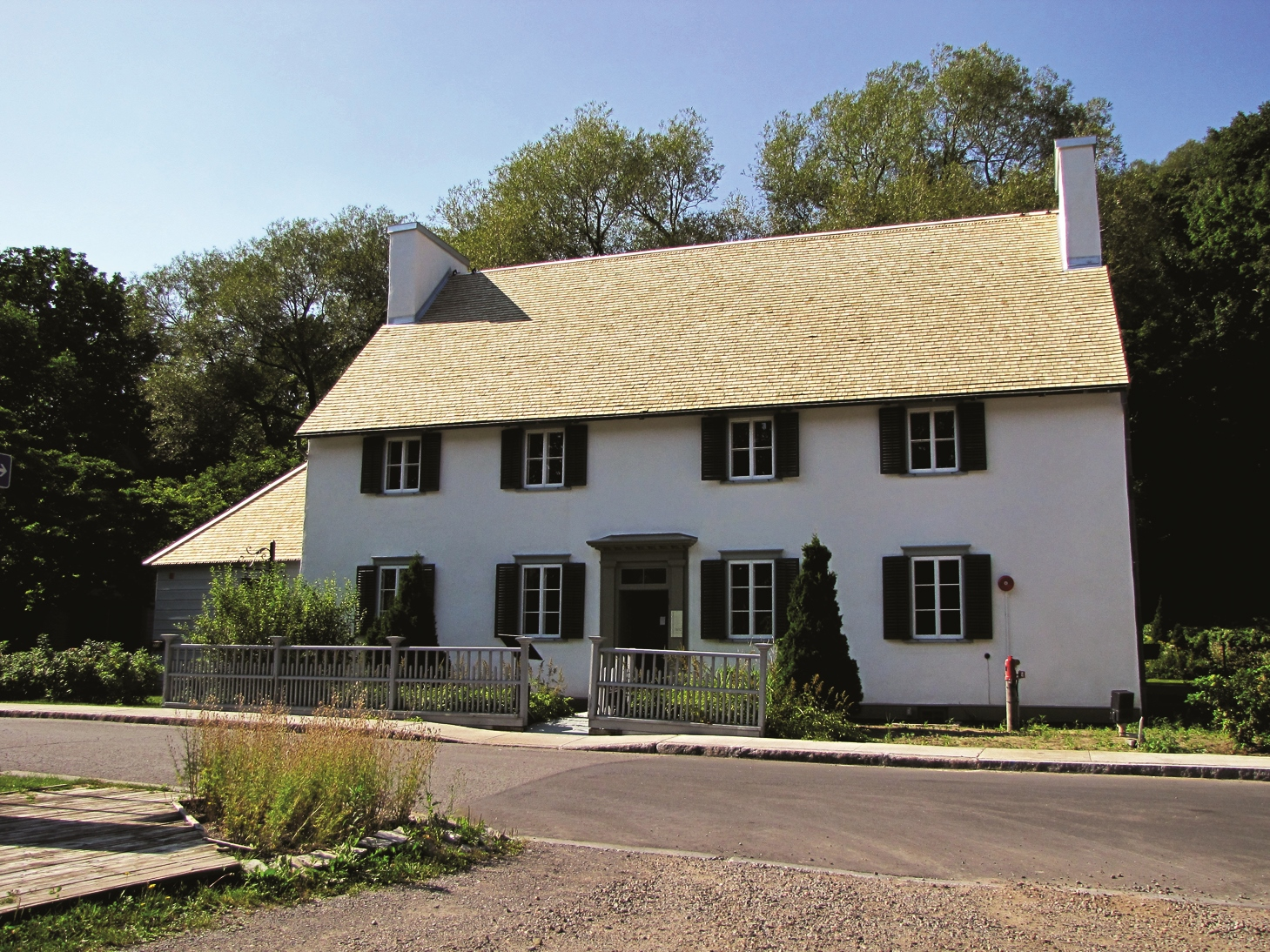
Maison des Jésuites de Sillery

- Maison des Jésuites de Sillery, site historique et archéologique, patrimoine religieux et art amérindien et inuit.
- Maison Hamel-Bruneau

### Culte
Une statue dédiée à la Vierge Marie a été érigée en l'honneur de la visite du Pape Jean-Paul II en septembre 1984. Sculpté par le sculpteur québécois, Lewis Pagé, cette statue haute de 9,30 mètres sur un socle de 1,20 mètre en face de l'Église Saint-Michel de Sillery. Un de ces mécènes est le joueur de hockey des Nordiques de Québec, Peter Šťastný. Elle a été bénie par procuration par le pape par l’archevêque de Québec, Louis-Albert Vachon, le 13 octobre 1984. La statue est souvent appelée, Statue à Stastny

#### Lieux de culte
- Église Saint-Michel de Sillery[11] (1854)
- Église Saint-Charles-Garnier[12] (1947)
- Église Saint-Yves[13] (1963)
- Saint Michael's Church[14] (1854), une église anglicane
- St. Stephen and St. Vincent’s Church[15] (1967), une église copte orthodoxe

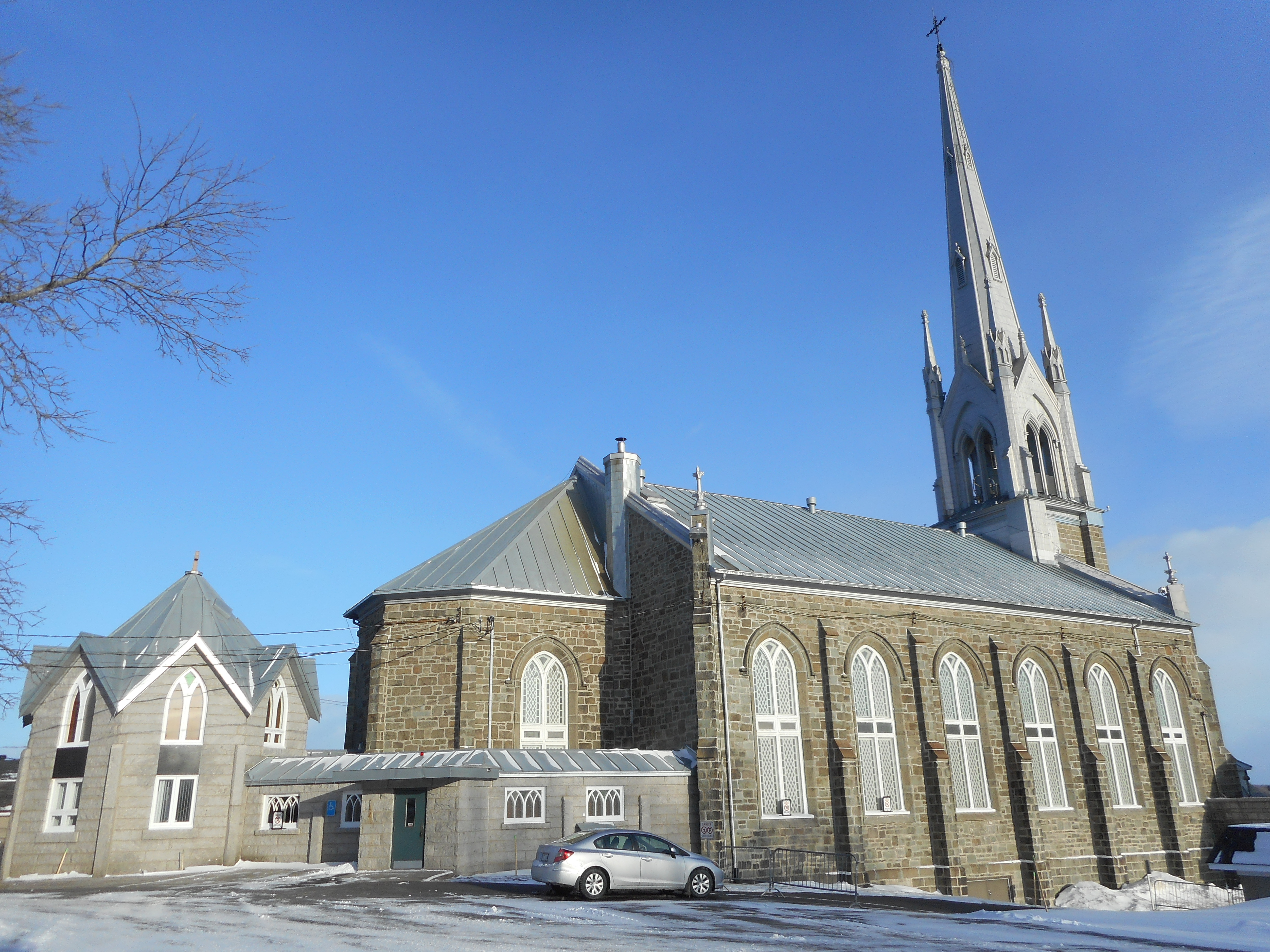
Église Saint-Michel
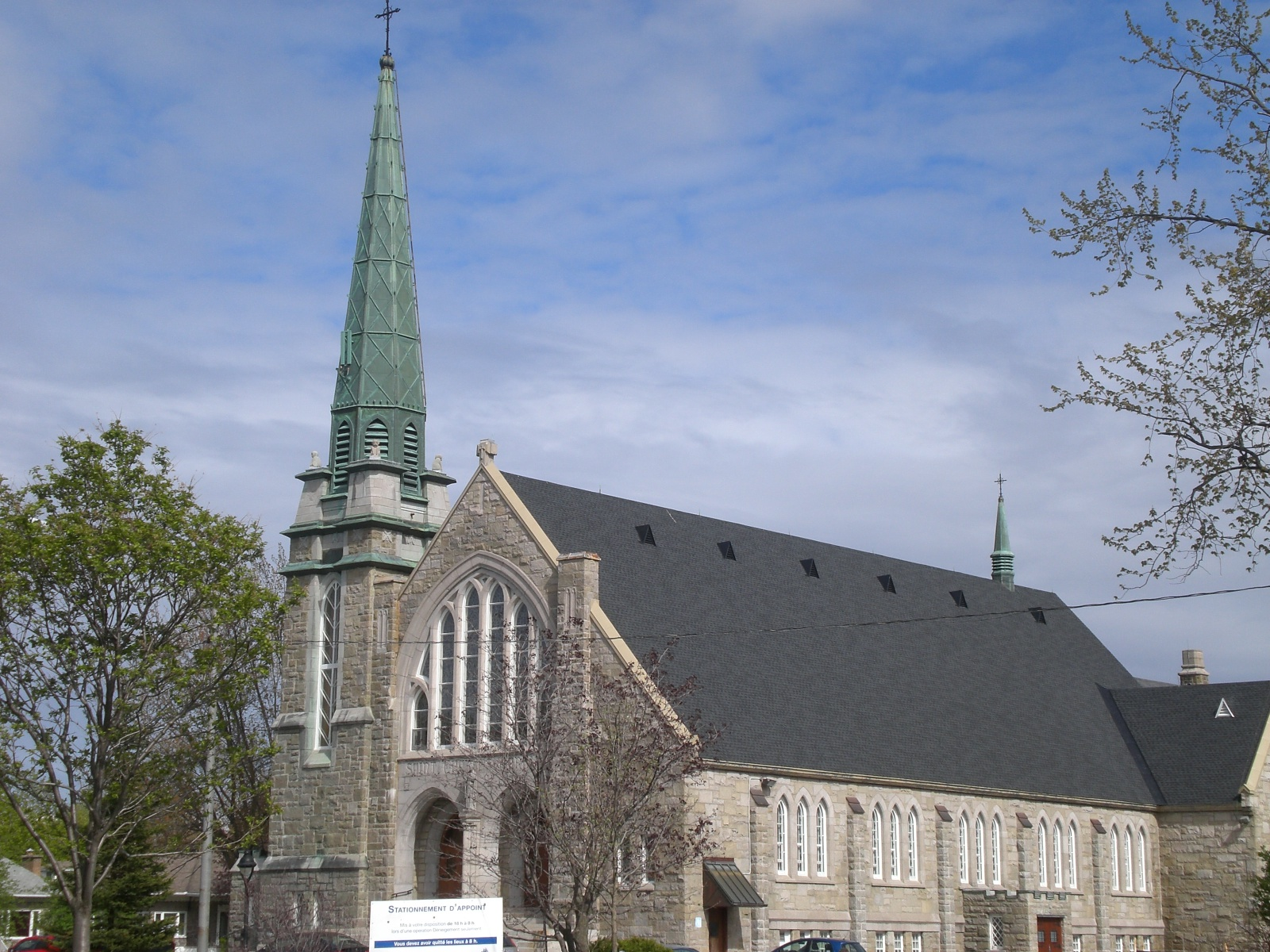
Église Saint-Charles-Garnier
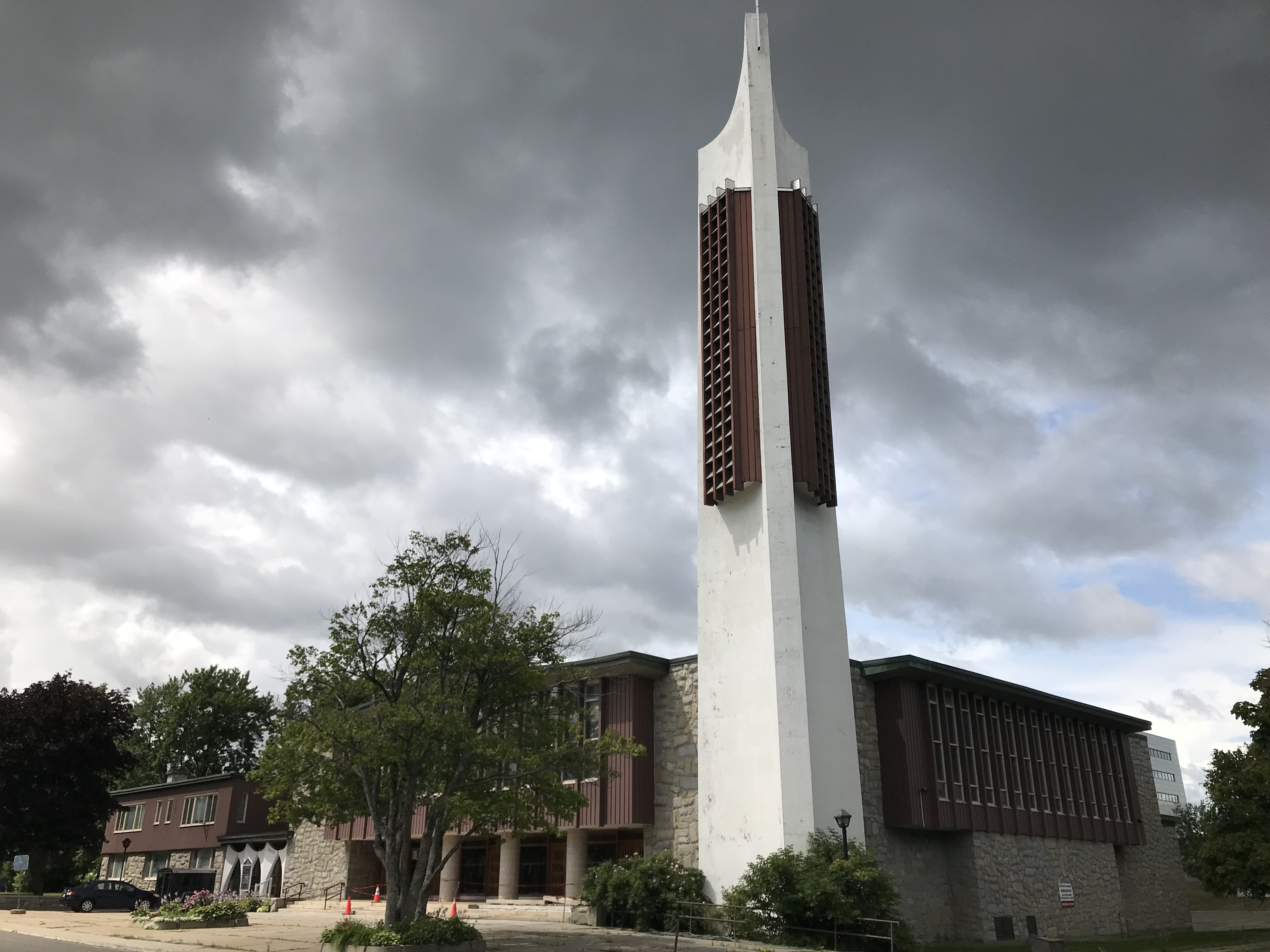
Église Saint-Yves

#### Cimetières

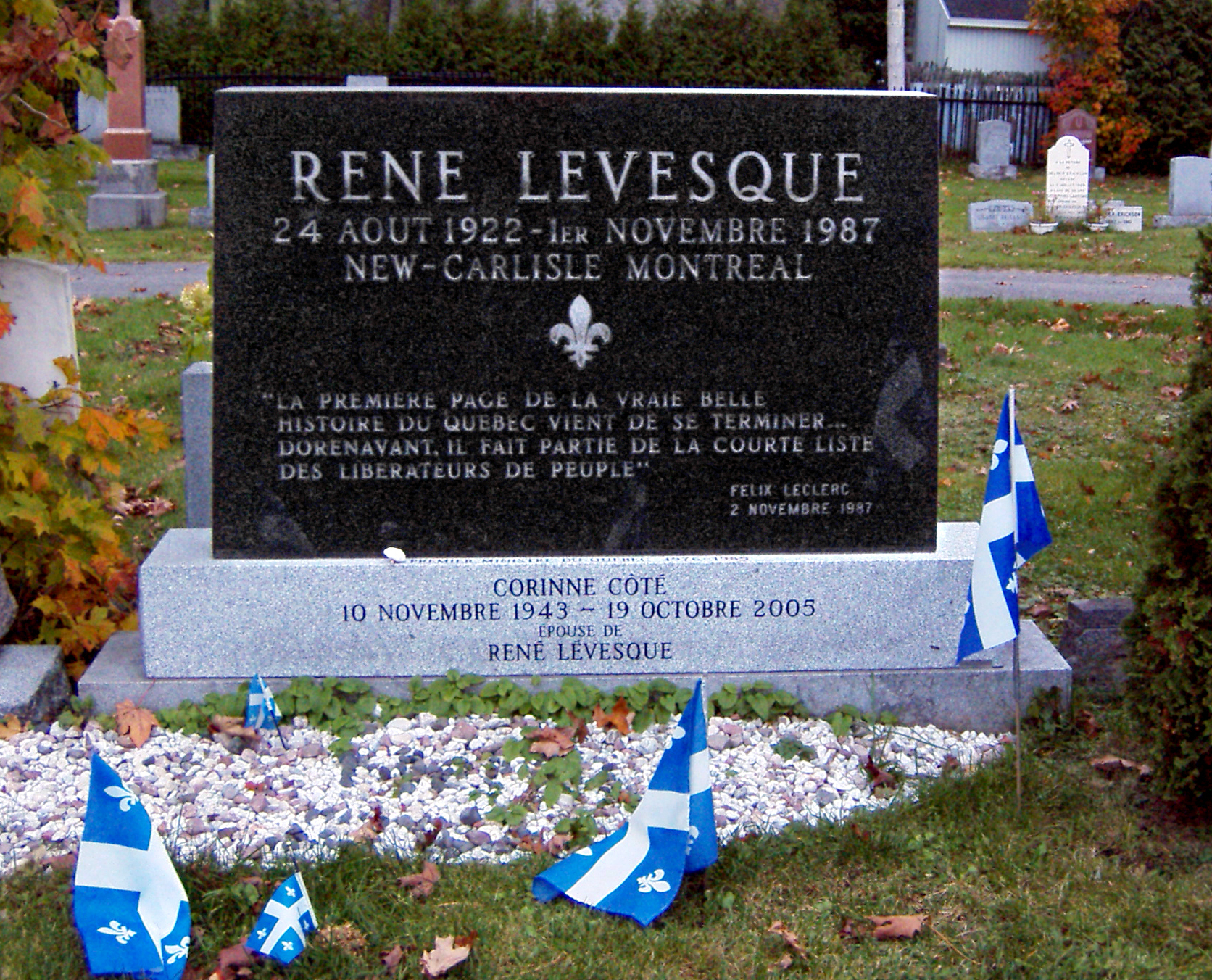
Le premier ministre québécois René Lévesque est enterré au cimetière Saint-Michel-de-Sillery, situé le long du boulevard nommé en son honneur.

- Cimetière Saint-Patrick (catholique irlandais)
- Cimetière Mount Hermon (protestant)
- Cimetière Saint-Michel-de-Sillery

#### Communautés religieuses
Sillery est reconnu pour le nombre important de communautés religieuses catholiques qui se sont installées sur les vastes terrains, en majorité situés entre le chemin Saint-Louis et la falaise. Certaines s'y trouvent encore, d'autres se sont départies de leur propriété:
- Pères maristes
- Fédération des Augustines de la Miséricorde de Jésus (vendu)
- Sœurs missionnaires de Notre-Dame d'Afrique (vendu)[16]
- Sœurs de Jésus-Marie
- Sœurs de la Sainte Famille de Bordeaux (vendu)
- Sœurs de Sainte Jeanne d'Arc
- Missionnaires du Sacré-Cœur
- Sœurs dominicaines
- Pères assomptionnistes (Montmartre canadien).

De plus, l'administration de l'archidiocèse de Québec est située à Sillery.

### Commerces et entreprises

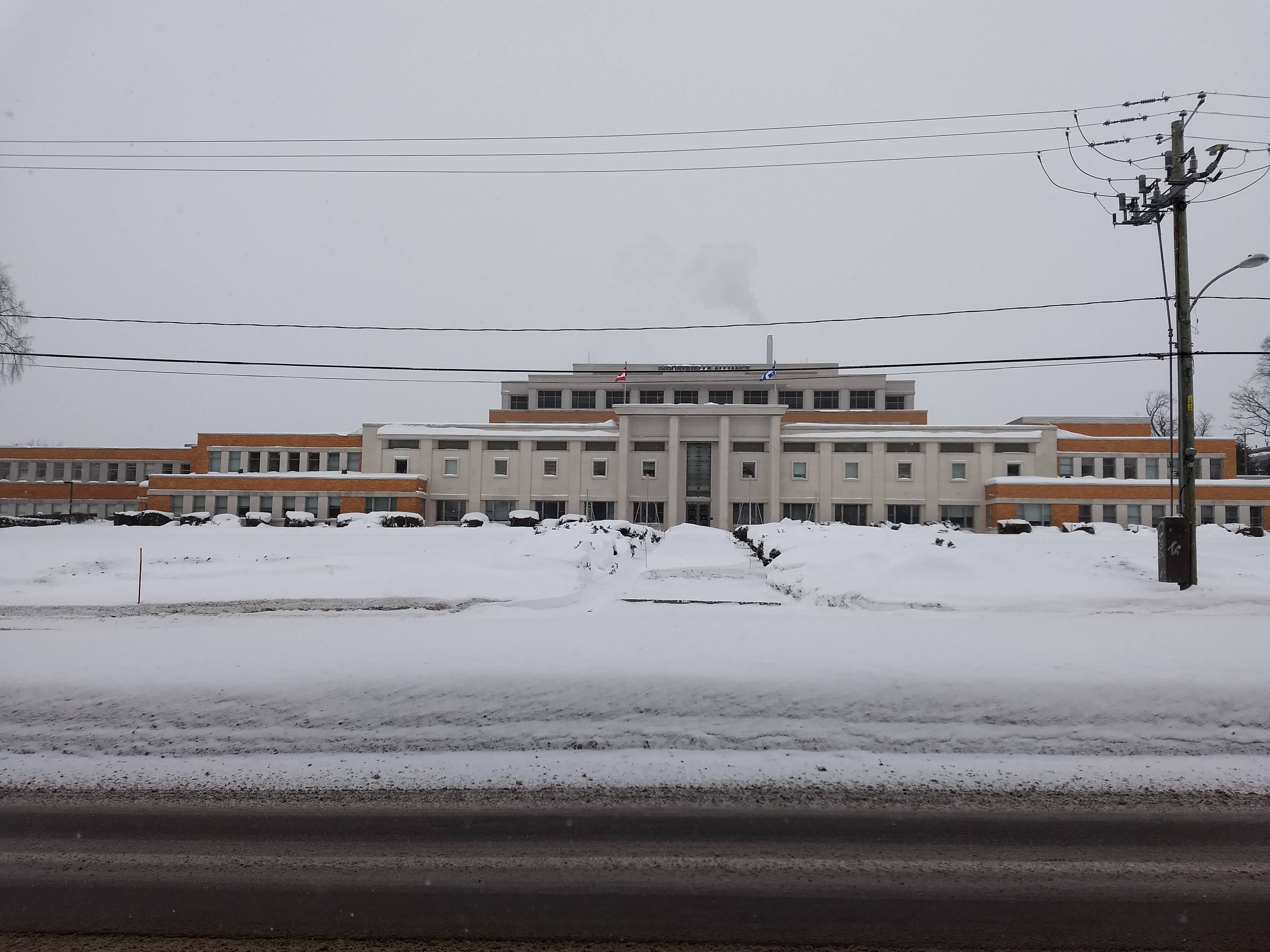
Siège de l'Industrielle Alliance, sur la Grande-Allée

- Siège social de l'Industrielle Alliance, société d'assurances
- Siège social de la Régie de l'assurance maladie du Québec

### Lieux d'enseignement
- Commission scolaire des Découvreurs :
  - École Saint-Michel (primaire)
  - École Saint-Yves (primaire)
- Écoles privées
  - Collège Jésus-Marie de Sillery
  - Séminaire des pères Maristes
  - École Saint-Jean-Berchmans
  - École Montessori de Québec inc.
  - École Vision Sillery inc.

### Autres édifices notables
- Édifice SSQ (12 étages) et édifice Hydro-Québec (édifices à bureau)

## Démographie
Lors du recensement de 2016, le portrait démographique du quartier était le suivant :
- sa population représentait 13,1 % de celle de l'arrondissement et 2,6 % de celle de la ville.
- l'âge moyen était de 47 ans tandis que celui à l'échelle de la ville était de 43,2 ans.
- 71,7 % des habitants étaient propriétaires et 28,3 % locataires.
- Taux d'activité de 61 % et taux de chômage de 4,8 %.
- Revenu moyen brut des 15 ans et plus : 79 081 $.

| 1966   | 1971   | 1981   | 1986   | 1996   | 2001   | 2006   | 2011   | 2016   |
| ------ | ------ | ------ | ------ | ------ | ------ | ------ | ------ | ------ |
| 14 737 | 13 935 | 12 825 | 12 784 | 14 040 | 13 630 | 13 685 | 14 335 | 13 570 |

| 2021   | - | - | - | - | - | - | - | - |
| ------ | - | - | - | - | - | - | - | - |
| 14 610 | - | - | - | - | - | - | - | - |

Une étude du quotidien Le Devoir place les revenus des résidents de Sillery au Top 1 % par rapport au revenu médian (situé à 50 %) de la province de Québec.

## Jumelage
- Sillery (Marne), France.